# Campionato sovietico di hockey su ghiaccio
Il Campionato sovietico era il massimo campionato di hockey su ghiaccio dell'Unione Sovietica, che dava il titolo di campione dell'URSS (in russo чемпион СССР?).

## Storia
Nacque nel 1946-1947 (prima degli anni '40 non si giocava ad hockey in Russia, mentre era diffuso da secoli il bandy) e terminò al termine della stagione 1990-1991, quando fu sostituito dal Campionato della CSI a seguito dello scioglimento dell'Unione Sovietica. In realtà il cambio avvenne durante la stagione successiva, ed è pertanto ancora dibattuto se il campionato 1991-1992 sia da considerarsi il primo campionato CSI o l'ultimo campionato URSS.
L'HC Dinamo Mosca ha vinto sia la prima che l'ultima edizione del campionato, ma il club più vittorioso è stato l'HC CSKA Mosca, con 32 titoli. Ad ogni modo, tutti i titoli andarono a cinque squadre di Mosca (oltre alle due citate, VVS Mosca, HC Spartak Mosca e Kryl'ja Sovetov Mosca).

## Albo d'oro
- 1947 -  Dinamo Mosca
- 1948 -  CSKA Mosca
- 1949 -  CSKA Mosca
- 1950 -  CSKA Mosca
- 1951 -  VVS Mosca
- 1952 -  VVS Mosca
- 1953 -  VVS Mosca
- 1954 -  Dinamo Mosca
- 1955 -  CSKA Mosca
- 1956 -  CSKA Mosca
- 1957 -  Kryl'ja Sovetov
- 1958 -  CSKA Mosca
- 1959 -  CSKA Mosca
- 1960 -  CSKA Mosca
- 1961 -  CSKA Mosca
- 1962 -  Spartak Mosca

- 1963 -  CSKA Mosca
- 1964 -  CSKA Mosca
- 1965 -  CSKA Mosca
- 1966 -  CSKA Mosca
- 1967 -  Spartak Mosca
- 1968 -  CSKA Mosca
- 1969 -  Spartak Mosca
- 1970 -  CSKA Mosca
- 1971 -  CSKA Mosca
- 1972 -  CSKA Mosca
- 1973 -  CSKA Mosca
- 1974 -  Kryl'ja Sovetov
- 1975 -  CSKA Mosca
- 1976 -  Spartak Mosca
- 1977 -  CSKA Mosca
- 1978 -  CSKA Mosca

- 1979 -  CSKA Mosca
- 1980 -  CSKA Mosca
- 1981 -  CSKA Mosca
- 1982 -  CSKA Mosca
- 1983 -  CSKA Mosca
- 1984 -  CSKA Mosca
- 1985 -  CSKA Mosca
- 1986 -  CSKA Mosca
- 1987 -  CSKA Mosca
- 1988 -  CSKA Mosca
- 1989 -  CSKA Mosca
- 1990 -  Dinamo Mosca
- 1991 -  Dinamo Mosca
- 1992 -  Dinamo Mosca